# Дар-эс-Салам (Египет)
Дар-эс-Сала́м (араб. دار السلام‎) — город и центр района в губернаторстве Сохаг в Египте. Находится в юго-восточной части губернаторства, в 60 км к югу от Сохага, на правом берегу Нила. Население города 66 408 человек (на 2006 год).

## Район
Район, центром которого является Дар-эс-Салам, имеет общую площадь 1230 км².
В районе Дар-эс-Салам проживает 317 014 человек (январь 2008 года).
В 2008 году в докладе, подготовленном местными властями Дар-эс-Салама, отмечен высокий уровень неграмотности — 35 % среди мужчин и 48 % среди женщин, что даёт общий уровень неграмотности в 41,5 % от общей численности населения.
В 2011 году Дар-эс-Салам был определён в Отчёте о гуманитарном развитии Египта в рамках Программы развития ООН в качестве одного из пяти беднейших районов Египта по индексу развития человеческого потенциала, второй год подряд.